# Joseph Hodkinson
Joseph Hodkinson (3 tháng 5 năm 1889 – 18 tháng 6 năm 1954) là một cầu thủ bóng đá người Anh thi đấu ở vị trí outside left.

## Sự nghiệp
Sinh ra ở Lancaster, Hodkinson từng thi đấu chuyên nghiệp cho Glossop và Blackburn Rovers, và có 3 lần khoác áo cho Anh từ năm 1913 đến năm 1919. Ông cũng có 2 lần ra sân ở Football League.